# Félix Mwamba Musasa
Félix Mwamba Musasa (ur. 25 listopada 1982 w Lubumbashi) – piłkarz kongijski grający na pozycji obrońcy.

## Kariera klubowa
Karierę piłkarską Musasa rozpoczął w rodzinnym Lubumbashi, w tamtejszym klubie TP Mazembe. W 2001 roku zadebiutował w jego barwach w pierwszej lidze Demokratycznej Republiki Konga i w debiutanckim sezonie wywalczył mistrzostwo kraju.
W 2003 roku Musasa odszedł do południowoafrykańskiego Orlando Pirates z Johannesburga. Grał w nim przez 2 sezony w Premier Soccer League, W 2005 roku został piłkarzem SA City Pillars, a w 2009 roku po raz trzeci w karierze zmienił klub. Przeszedł do Mpumalangi Black Aces, której został kapitanem.

## Kariera reprezentacyjna
W reprezentacji Demokratycznej Republiki Konga Musasa zadebiutował w 2002 roku. W tym samym roku był podstawowym zawodnikiem kadry w Pucharu Narodów Afryki 2002. Jego dorobek na tym turnieju to 3 spotkania: z Togo (0:0), z Wybrzeżem Kości Słoniowej (3:1) i w ćwierćfinale z Senegalem (0:2). Z kolei w 2004 roku został powołany do kadry narodowej na swój drugi Puchar Narodów Afryki. Na tym turnieju rozegrał jedno spotkanie, z Rwandą (0:1).